# Aixam
Aixam nebo také Aixam-Mega je francouzský výrobce moped-aut, která lze řídit od 15 let. Automobilka byla založena roku 1983 v Savojsku.

## Historie
V 1983 Aixam odkoupil Arolu, v roce 1984 uvedl na trh model 325D, následující model byl 400D, který byl uveden na trh roku 1985.
Společnost v roce 2021 vyrábí řadu Aixam A.7XX, lze ho srovnávat se Smartem. Rychlost je u menších modelů omezena na 45 km/h a díky tomu lze v některých zemích toto moped-auto řídit bez řidičského průkazu.